# The Selwyns

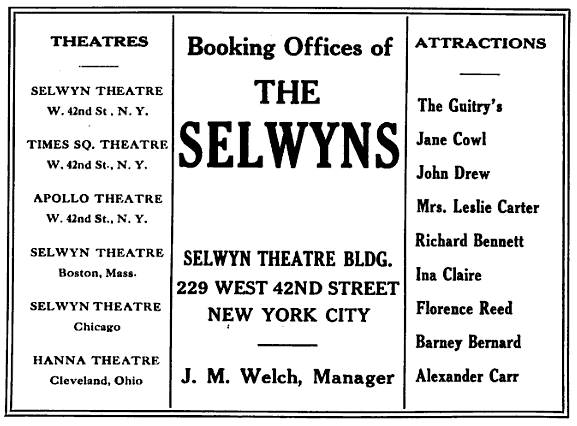
Pubblicità The Selwyns, 1921

The Selwyns fu una società fondata dai fratelli Edgar e Archie. I due fratelli, ambedue produttori teatrali, dal 1919 al 1932 produssero attraverso la compagnia numerosi spettacoli per la loro catena di teatri.

## Artisti
Numerosi furono gli artisti che lavorarono per The Selwyns, alcuni dei nomi più noti della scena teatrale degli Stati Uniti. Tra questi, Tallulah Bankhead, Jack Buchanan, Mrs. Leslie Carter, Jane Cowl, John Drew, Jr., Gilda Gray, DeWolf Hopper, Dennis King, Gertrude Lawrence, Beatrice Lillie, Aline MacMahon, Rollo Peters, Charles Ruggles, Franchot Tone, David Torrence, Estelle Winwood

## Teatri
- Selwyn Theatre (W. 42nd St. NY)
- Times Sq. Theatre (W. 42nd St. NY)
- Apollo Theatre (W. 42nd St. NY)
- Selwyn Theatre (Boston, Mass.)
- Selwyn Theatre (Chicago)
- Hanna Theatre (Cleveland, Ohio)

## Spettacoli prodotti dalla società
- The Challenge (Selwyn Theatre, 5 agosto 1919)
- Buddies (Selwyn Theatre, 27 ottobre 1919)
- Wedding Bells (Harris Theatre, 10 dicembre 1919)
- Smilin' Through (Broadhurst Theatre, 30 dicembre 1919)
- The Mirage (Times Square Theatre, 30 ottobre 1920)
- Snapshots of 1921 (Selwyn Theatre, 2 luglio 1921)
- Honors Are Even (Times Square Theatre, 10 agosto 1921)
- Sonny (Cort Theatre, 16 agosto 1921)
- The Poppy God (Hudson Theatre, 29 agosto 1921)
- The Circle (Selwyn Theatre, 12 ottobre 1921)
- Partners Again (Selwyn Theatre, 1º maggio 1922)
- The Exciters (Times Square Theatre, 22 ottobre 1922)
- Johannes Kreisler (Apollo Theatre, 20 dicembre 1922)
- Romeo and Juliet (Henry Miller's Theatre, 24 gennaio 1923)
- Battling Buttler (Selwyn Theatre, 8 ottobre 1923 - Times Square Theatre, 21 maggio 1924)
- The Grand Guignol Players (Frolic Theatre, 15 ottobre 1923)
  - Une Nuit Au Bouge, di M. Charles Mere
  - Au Rat Mort, Cabinet No. 6, di Andre De Lorde e Pierre Chaine
  - Sur Le Banc, di M. Henry Hirsch
  - Le Court Circuit, di Benjamin Rabier e Eugene Joullot
- Spring Cleaning (Eltinge 42nd Street Theatre, 9 dicembre 1923)
- The Camel's Back (Vanderbilt Theatre, 13 dicembre 1923)
- Pelleas and Melisande (Times Square Theatre, 4 dicembre 1923)
- Andre Charlot's Revue of 1924 (Times Square Theatre, 9 gennaio 1924 - Selwyn Theatre, 21 maggio 1924 - Times Square Theatre, 1º ottobre 1924)
- Antony and Cleopatra (Lyceum Theatre, 19 marzo 1924)
- Welded (39th Street Theatre, 17 marzo 1924)
- Charlot Revue (Selwyn Theatre, 10 dicembre 1925)
- The Constant Nymph (Selwyn Theatre, 9 dicembre 1926)
- A Thousand Summers (Selwyn Theatre, 24 maggio 1932)